# Filipeștii de Târg
Filipești de Târg est une commune roumaine du județ de Prahova, dans la région historique de Valachie et dans la région de développement du Sud.

## Géographie
La commune de Filipești de Târg est située dans l'est du județ, à la limite avec le județ de Dâmbovița, sur la rive gauche de la Prahova, dans les collines subcarpathiques, à 6 km à l'est de Moreni et à 23 km à l'ouest de Ploiești, le chef-lieu du județ.
La municipalité est composée des cinq villages suivants (population en 1992) :
- Brătășanca (520) ;
- Ezeni ;
- Filipești de Târg (2 828), siège de la municipalité ;
- Mărginenii de Jos (3 354) ;
- Ungureni.

## Politique
Le Conseil Municipal de Filipești de Târg compte 15 sièges de conseillers municipaux. À l'issue des élections municipales de juin 2008, Aurelian manole (Parti de la Nouvelle Génération - Chrétien-démocrate) a été élu maire de la commune.
| Parti                                                                                   | Nombre de conseillers |
| --------------------------------------------------------------------------------------- | --------------------- |
| Parti national libéral (PNL)                                                            | 3                     |
| Parti de la Nouvelle Génération - Chrétien-démocrate                                    | 3                     |
| Parti social-démocrate (PSD)                                                            | 3                     |
| Union des Retraités pour une Solidarité Sociale et du Parti national démocrate-chrétien | 2                     |
| Parti démocrate-libéral (PD-L)                                                          | 1                     |

## Religions
En 2002, la composition religieuse de la commune était la suivante :
- Chrétiens orthodoxes, 97,28 % ;
- Chrétiens évangéliques, 1,26 % ;
- Adventistes du septième jour, 1,00 % ;
- Baptistes, 0,31 %.

## Démographie
En 2002, la commune comptait 6 522 Roumains (82,23 %) et 1 408 Tsiganes (17,75 %). On comptait à cette date 2 512 ménages et 2 244 logements.
| 2002  | 2007  |
| ----- | ----- |
| 7 931 | 8 146 |

## Économie
L'économie de la commune repose sur l'agriculture (céréales, cultures maraîchères) et la transformation du bois. Une usine de constructions métalliques est implantée dans la commune.

## Communications

### Routes
La route DJ101I permet de rejoindre Ploiești. La route DJ101P rejoint la route nationale DN72 Ploiești-Târgoviște.